# Kellner Béla
Kellner Béla (Dályok, 1904. március 10. – Budapest, 1975. július 17.) orvos, onkológus, patológus, a Magyar Tudományos Akadémia rendes tagja. A rákos megbetegedések kórisméjének, a daganatok élettani folyamatainak beható tanulmányozása során  ő vezette be a korszerű hiszto- és biokémiai vizsgálati módszereket a magyarországi onkológiai kutatásokba. Magyarországon elsőként alkalmazott radioaktív izotópot orvosbiológiai kísérletekben.
| Kellner Béla                              | Kellner Béla |
| Kattints az alábbi külső linkek egyikére! | Kattints az alábbi külső linkek egyikére! |
| ----------------------------------------- | --- |
| Nem található szabad kép.(?)              | |
| külső link · jogvédett                    | A Debreceni Egyetem Könyvtárban van egy Kellner Béla emléktábla. 1980-ban avatták fel Lapis András alkotását. A kör alakú bronz dombormű felirata: DR. KELLNER BÉLA 1904-1973. |

## Életútja
1922-ben a Ciszterci Rend Pécsi Római Katolikus Nagy Lajos Főgimnáziumában érettségizett. A pécsi Erzsébet Tudományegyetem Orvostudományi Karán szerezte meg orvosi oklevelét 1929-ben. 1926-tól az egyetemi kórbonctani intézetben dolgozott Entz Béla mellett, előbb díjtalan, 1929-től díjas gyakornokként, 1931-től pedig tanársegédként. 1929-től a biokémiai tanszéken is oktatott, 1932-ben pedig rövid ideig biokémiai tanulmányokat folytatott a Bécsi Egyetemen. 1936-ban sikeresen habilitált, s a pécsi egyetemen a daganatok patológiájának magántanára lett. 1940-től a Pesti Izraelita Hitközség Szabolcs Utcai Kórházának kórboncnok főorvosaként dolgozott. 1942–1944-ben munkaszolgálatos volt, végül 1944-ben Ausztriába deportálták, ahonnan 1945-ben tért haza, s tovább dolgozott a Zsidókórházban. Felesége, Reichmann Ilona (1917–?), a Mauthauseni koncentrációs tábor foglya volt.
1947-ben a Debreceni Tudományegyetemre nevezték ki a kórbonctan nyilvános rendes tanárává, valamint az egyetemi kórbonctani intézet igazgatójává, 1951-től pedig az önállósult Debreceni Orvostudományi Egyetem kórbonctani tanszékének vezetője lett. Időközben az 1949/1950-es tanévben az orvostudományi kar dékánjaként tevékenykedett. 1954-ben debreceni katedráját elhagyva a fővárosba költözött, s az Országos Onkológiai Intézet Onkopatológiai Kutatóintézetének igazgatója lett. Ezzel párhuzamosan előadásokat tartott az Orvostovábbképző Intézetben, ahol 1955-től az onkopatológiai tanszék vezetője, nyilvános rendes tanár volt.

## Munkássága
Orvosi tevékenysége és tudományos kutatásai elsősorban a rákos megbetegedések patológiájára és diagnosztikájára, a daganatok bonc- és szövettanára irányultak. Kimagasló jelentőségűek a daganatok növekedési típusaira, a rákbetegségek kialakulására és az áttétképződés (metasztázis) mechanizmusára vonatkozó vizsgálatai. Behatóan foglalkozott a daganatok zsíranyagcseréjével, a beteg sejtekbe sugárzott ergoszterin hatásmechanizmusával, a leukémia és a nyirokcsomó-daganatok (pl. Hodgkin-kór) kórisméjével. Kísérletes patológiai és daganat-hisztokémiai vizsgálatai során korszerűsítette az onkológiai prognosztika módszereit, az elsők között alkalmazott Magyarországon kemoterápiás kezeléseket, s ő vezette be a radioaktív izotópok alkalmazását az orvosbiológiai kutatásokban. Onkológiai munkássága mellett foglalkozott a bőrfarkas D2-vitamin-kezelésével, valamint az egyes fertőzésekkel járó mellékvesevérzés patológiájával is.
Kötetei mellett több mint 130 tudományos tanulmánya jelent meg. Debreceni, majd budapesti egyetemi pályafutása során olyan tanítványokat nevelt, mint Lapis Károly, Sugár János és Holczinger László. 1948–1949-ben részt vett a Magyar Tudományos Akadémia szervezeti átalakításában, a tudományos minősítések új rendszerének kialakításában.

## Társasági tagságai
Tudományos eredményei elismeréseként 1949-ben a Magyar Tudományos Akadémia levelező, 1973-ban rendes tagjává választották. 1948-tól az MTA onkológiai bizottságának, illetve a Magyar Onkológusok Társaságának elnöki tisztét töltötte be, s ugyancsak elnökként irányította 1953 után az egészségügyi minisztérium onkológiai bizottságának munkáját. 1958-tól külső tagja volt a londoni Királyi Orvosi Társaságnak (Royal Society of Medicine), több éven keresztül részt vett a lyoni Nemzetközi Rákkutatási Központ (Centre international de recherche sur le cancer, CIRC) tudományos tanácsának munkájában, 1968-tól pedig közreműködött az Egészségügyi Világszervezet programjaiban mint a tudományos tanács tagja.

## Díjai, elismerései
- Magyar Népköztársasági Érdemrend IV. fokozata (1950)[5]
- Munka Érdemrend arany fokozata (1964)[6]
- Állami Díj (1966) a rákkutatás terén elért eredményeiért
- Magyar Népköztársaság Zászlórendje II. fokozata (1974)[7]

## Főbb művei
- Rákos áttételek diagnostizálása a primaer daganat szövettani vizsgálata alapján. Budapest: Globus ny. 1938.
- A rák terjedése a szervezetben.  MTA Biológiai és Orvosi Tudományok Osztályának Közleményei,   (1951)
- A rák terjedésére vonatkozó vizsgálatok.  MTA Biológiai és Orvosi Tudományok Osztályának Közleményei,   (1953)
- A nyirokcsomók daganatai. Budapest: Akadémiai. 1965.   (Lapis Károllyal és Eckhardt Sándorral)
Németül: Lymphknotengeschwülste. Budapest: Akadémiai. 1966.
- Die Ausbreitung des Krebses: Invasion und Metastasierung. Budapest: Akadémiai. 1971.
- Rákkutatás, daganatellenes küzdelem: Eredmények és kilátások. Budapest: Akadémiai. 1972.  = Korunk Tudománya,

## További irodalom
- Kellner Béla. Pécsi Egyetemi Almanach 1367–1999 (Hozzáférés: 2022. január 29.)
- Sugár János:  Dr. Kellner Béla.  Orvosi Hetilap,  CXVI. évf.  28. sz. (1975)   2222–2223. o.
- Sugár János:  Kellner Béla.  Magyar Tudomány,   (1976)
- Sugár János:  Megemlékezés Kellner Béláról.  Orvosi Hetilap,  CXXVI. évf.  34. sz. (1985)   2109. o.
- Tímár József:  Tumor-sinusok avagy vaszkuláris csatornák malignus daganatokban: Kellner Béla (1904–1975) szellemi öröksége.  Magyar Onkológia,  XLIV. évf.  2. sz. (2000)   105–107. o.